# De Tomaso Pantera
La De Tomaso Pantera è un'autovettura granturismo prodotta dalla casa automobilistica italiana De Tomaso tra il 1971 e il 1993, frutto di una collaborazione industriale con la Ford Motor Company.

## La nascita

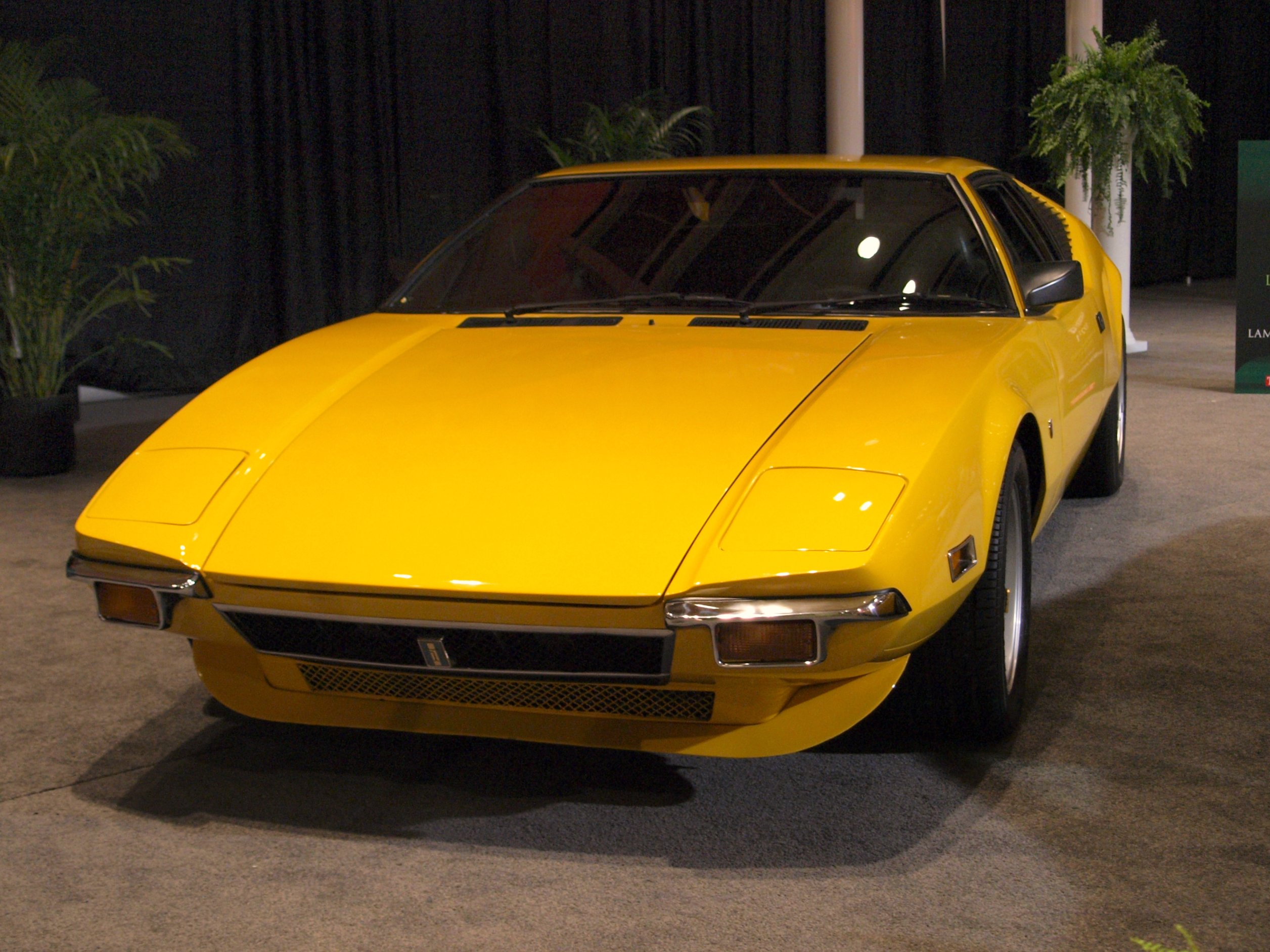
Frontale di una Pantera 1ª serie

La "Pantera" nacque nei mesi a cavallo tra il 1969 e il 1970, su spinta della Ford, che voleva commercializzare una vettura a motore centrale ad elevate prestazioni per conseguire il duplice risultato di sfruttare commercialmente in Europa i successi sportivi ottenuti con la GT 40 e contrastare il successo ottenuto dalla Corvette (di produzione General Motors) sul mercato statunitense.
La realizzazione della vettura fu affidata a una giovane azienda emiliana, la De Tomaso, che realizzò il prototipo rielaborando lo schema tecnico già sperimentato sulla "Mangusta", con carrozzeria disegnata da Tom Tjaarda. Assemblata negli stabilimenti della carrozzeria Vignale, all'epoca di proprietà De Tomaso, la "Pantera" è una coupé a due posti con motore centrale dall'impostazione molto sportiva. La commercializzazione cominciò nella primavera del 1971.
Lo staff tecnico della casa di Modena, guidato da Gianpaolo Dallara, abbandonò il costoso telaio a trave centrale della "Mangusta" e per la "Pantera" scelse la più economica soluzione della carrozzeria monoscocca, in quanto la Ford voleva vendere la vettura ad un prezzo concorrenziale e aveva bisogno di un elevato ritmo produttivo, incompatibile con l'artigianale processo di costruzione dei telai a traliccio. Il propulsore è il V8 Ford Cleveland 351 di 5763 cm³ (pari a 351 pollici cubi) che, alimentato da un grosso carburatore quadricorpo Holley, eroga 330 CV.
Tipiche, in rapporto all'impostazione generale della vettura, le altre soluzioni: trazione posteriore, sospensioni a triangoli sovrapposti (sia davanti, sia dietro), freni a disco autoventilati, cambio manuale a 5 rapporti sincronizzati ZF e differenziale autobloccante.

## L'evoluzione

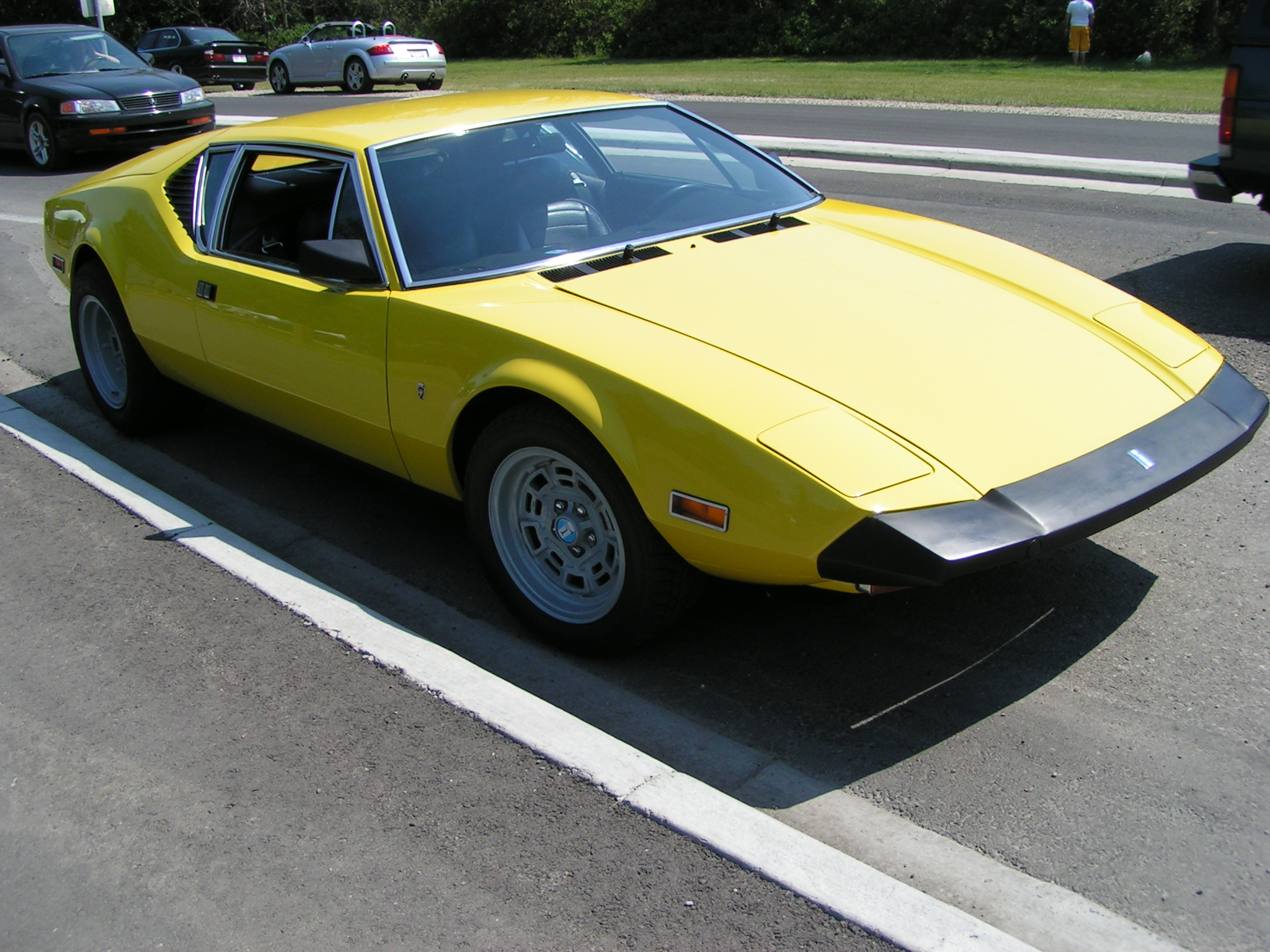
Una De Tomaso Pantera L, con paraurti maggiorati per il mercato statunitense

La Pantera, esportata negli Stati Uniti direttamente dalla Ford (che la vendeva attraverso la rete Mercury) ebbe un buon successo. Nell'agosto del 1972 la versione standard venne affiancata dalla Pantera L, con paraurti maggiorati neri (per conformarsi alla nuova normativa che imponeva il test d'impatto a 8 km/h senza subire danni) e allestimento più curato, mentre l'anno successivo arrivò anche la Pantera GTS. Quest'ultima manteneva la medesima meccanica ma era caratterizzata da un'aggressiva livrea bicolore (con cofano e parte inferiore della carrozzeria verniciati di nero opaco), da parafanghi allargati, da cerchi maggiorati e fu realizzata dietro pressione dei clienti americani, attratti dalla versione della GTS venduta in Europa a partire dal novembre 1971, che era però spinta da un motore potenziato a 350 cv.

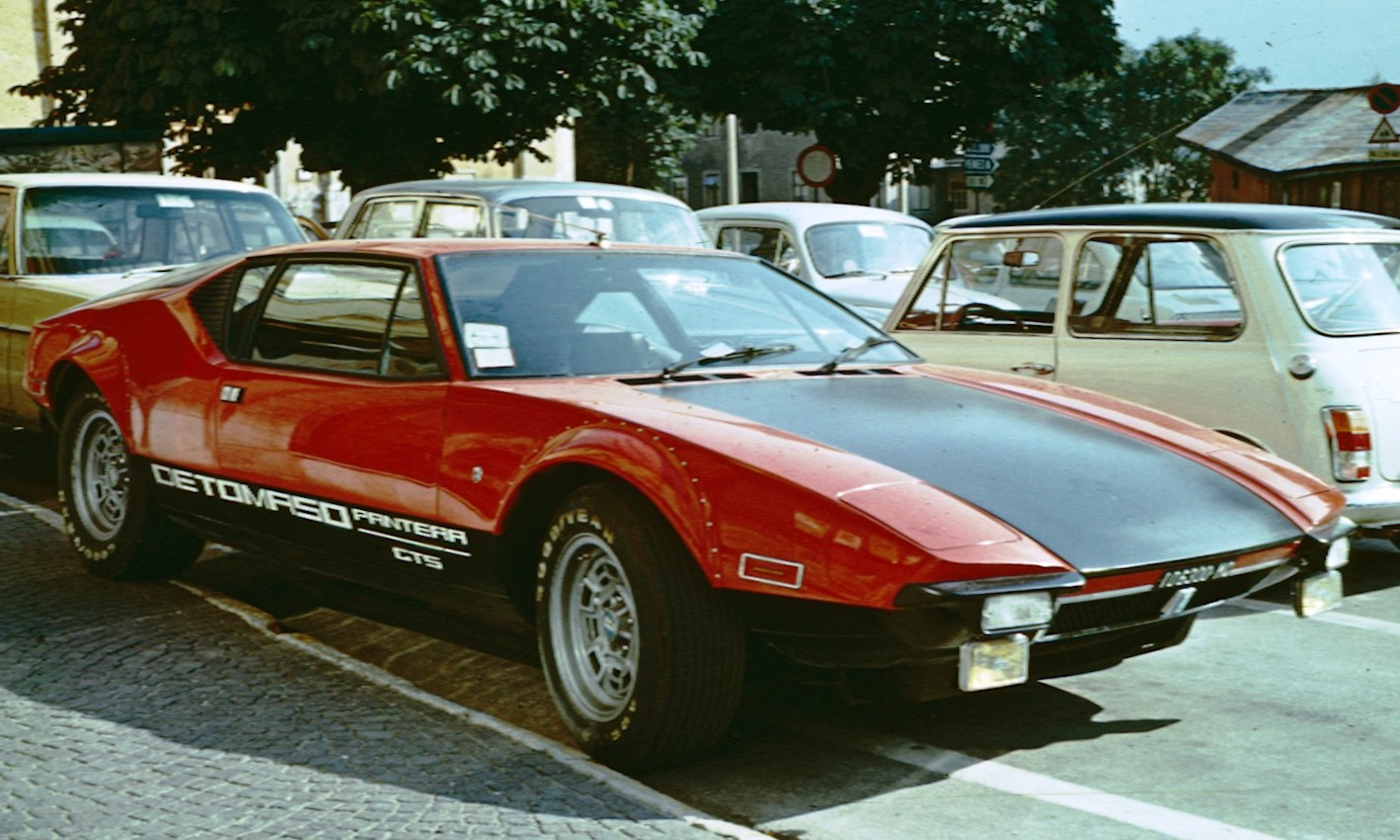
Una De Tomaso Pantera GTS

La costante crescita delle vendite sul mercato nordamericano soddisfaceva la Ford, nonostante l'auto soffrisse di una qualità costruttiva non eccelsa, ma l'effetto combinato della crisi petrolifera del 1973 e dell'introduzione negli Stati Uniti d'America di norme più restrittive in materia di sicurezza dei veicoli e delle loro emissioni inquinanti rese necessarie pesanti modifiche alla vettura italo-americana, spingendo la casa di Detroit a un ripensamento dei propri piani.

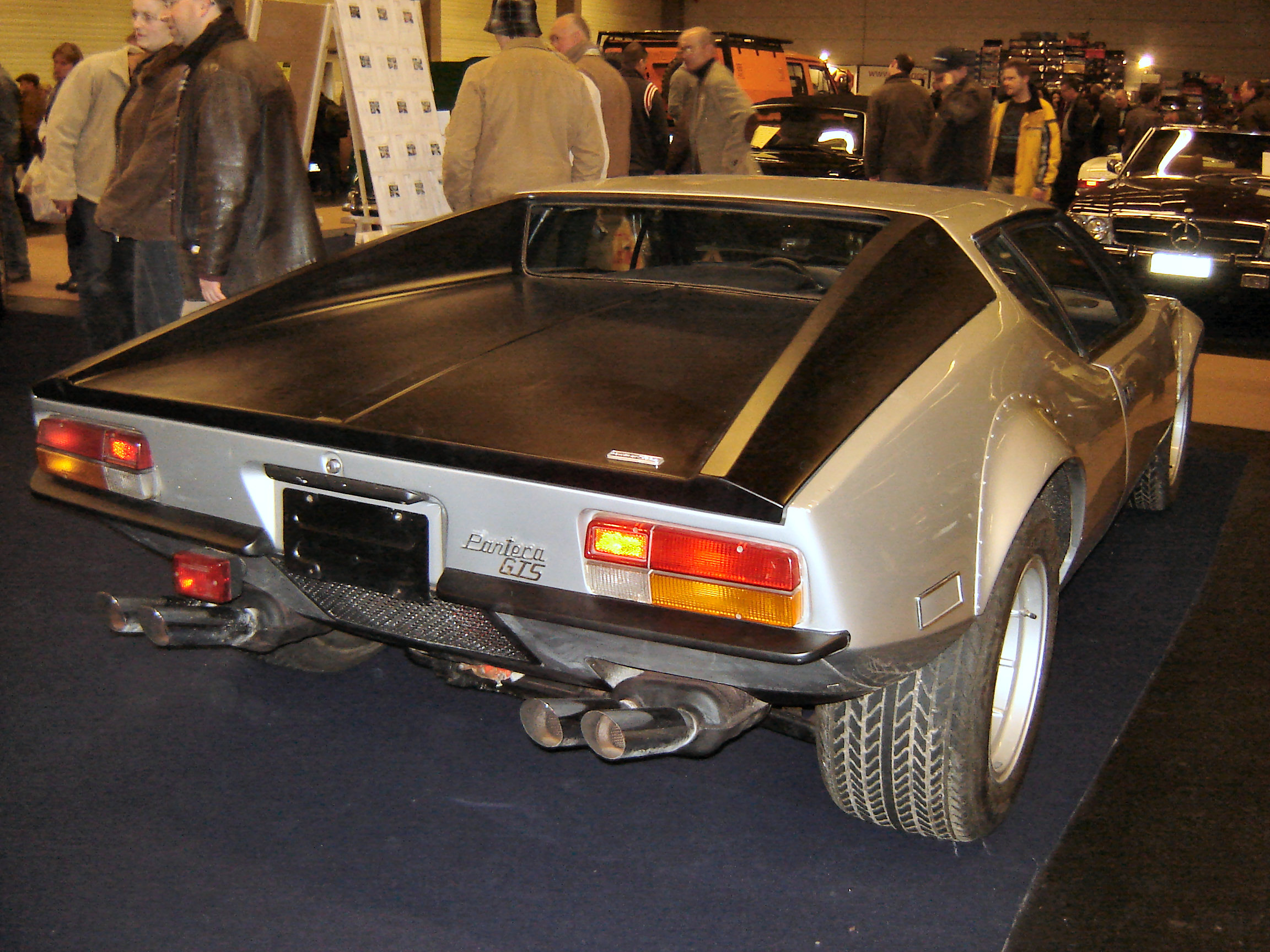
Retro Pantera GTS

Alejandro De Tomaso credeva ancora nella bontà del prodotto e chiese al progettista Tom Tjaarda della Carrozzeria Ghia di realizzare una nuova versione della Pantera: nuovi paraurti in linea con le nuove norme di sicurezza e una rivisitazione della parte posteriore (simile alla Maserati Merak) erano le maggiori differenze per la Pantera II presentata al salone dell'automobile di Los Angeles del 1974.
La Ford aveva già deciso di staccare la spina alla joint-venture, pertanto chiuse lo stabilimento Vignale e si sbarazzò delle linee produttive delle carrozzerie, lasciando la De Tomaso a produrre le vetture per conto proprio nello stabilimento di Modena con le proprie attrezzature, e cercò un nuovo partner in Nordamerica per avviare la produzione della Pantera II, nel frattempo ribattezzata Ghia Monttella e trasportata alla sede centrale della Ford a Detroit. Il progetto non suscitò interesse e, anni dopo, il prototipo della vettura fu venduto a un collezionista insieme ad altri prototipi Ghia, per poi essere riportato alle condizioni originali nel 2008.

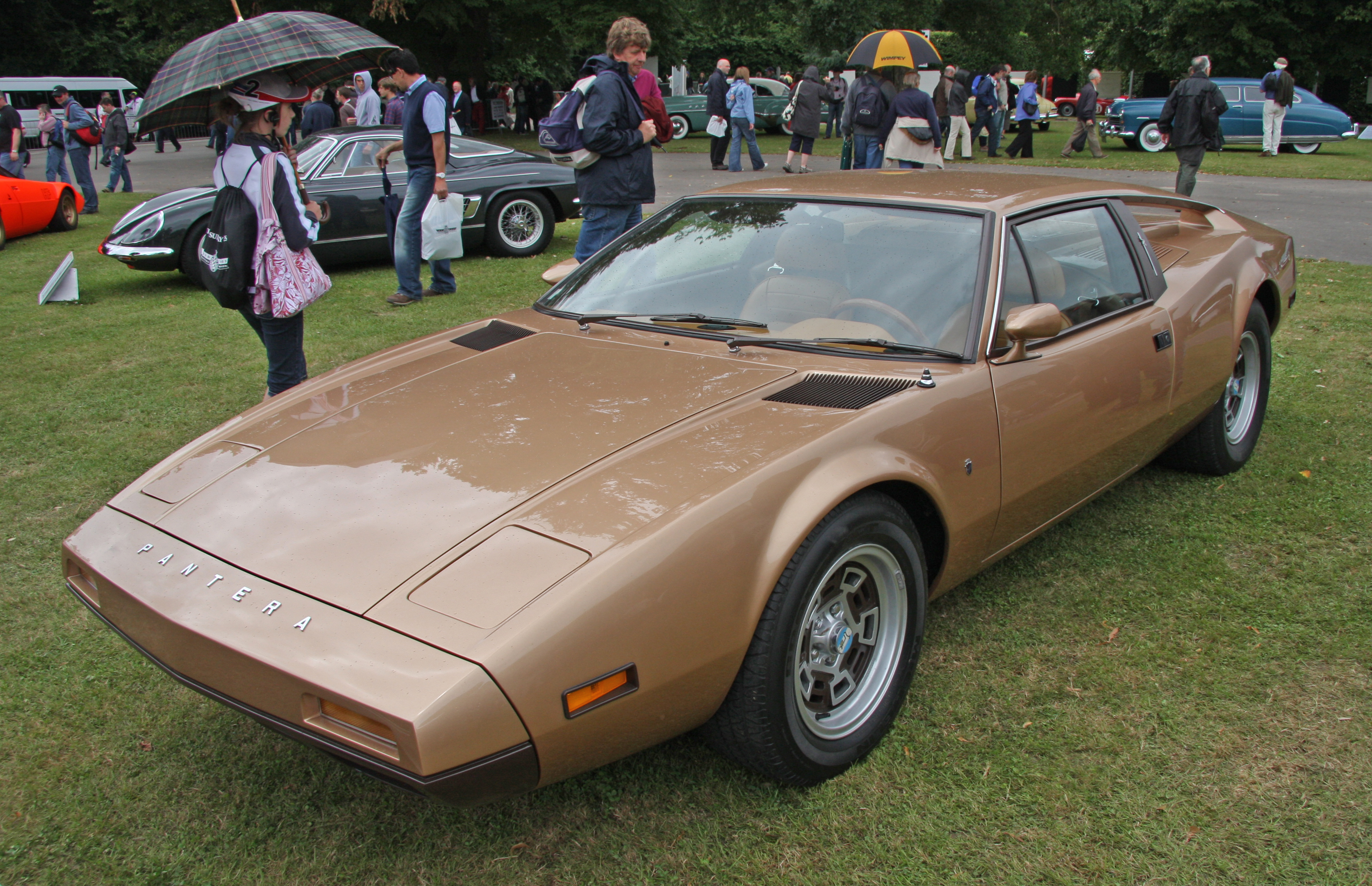
Il prototipo De Tomaso Pantera II

L'improvviso disimpegno della Ford nel 1974 ebbe tutta una serie di effetti negativi sulla produzione della Pantera: la perdita degli stabilimenti Vignale e della consulenza della Ghia (entrambe di proprietà Ford), l'aumento improvviso del prezzo di listino (a causa della riduzione a poche decine degli esemplari assemblati) e la perdita della rete di vendita negli Stati Uniti. Il prestigio acquisito in quegli anni dalla Pantera con le numerose vittorie ottenute a partire dal 1972 nel Gruppo 4 e nel Gruppo 5 del mondiale marche, tuttavia, "consigliò" a De Tomaso di proseguirne la produzione, nonostante le difficoltà che si ponevano all'orizzonte. Il ritmo di produzione crollò da 40 esemplari a settimana del 1974 fino a scendere a 1 o 2 esemplari a settimana del periodo successivo, con un totale di meno di 300 esemplari prodotti tra il 1975 e il 1979 e meno di 500 esemplari nel decennio successivo. La vettura fu sottoposta a piccole modifiche di dettaglio tra il 1975 e il 1980 quando, a partire dal telaio n. 9000, si procedette a una completa revisione del telaio stesso.

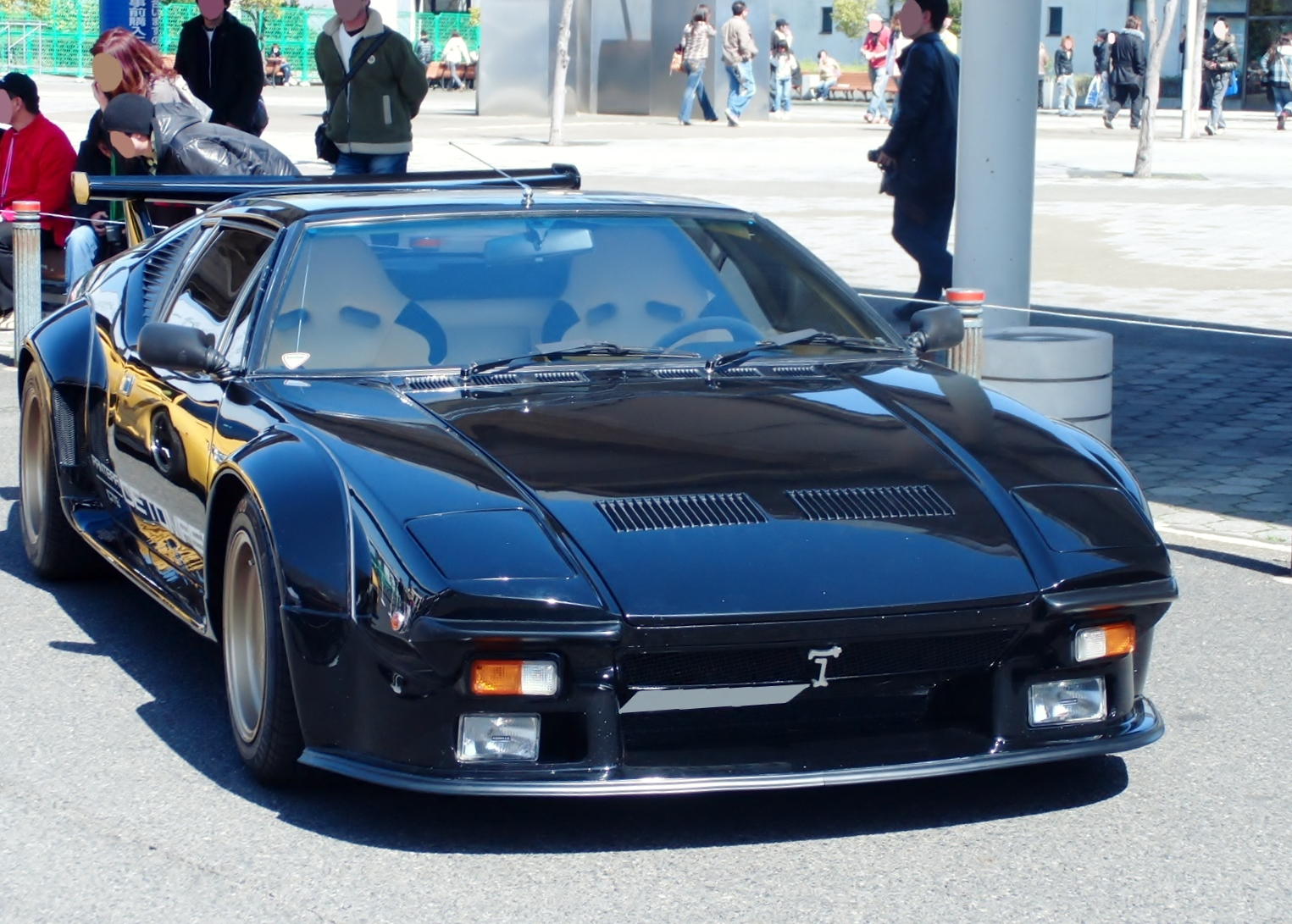
Una De Tomaso Pantera GT5, dalla vistosa veste aerodinamica

Nonostante tutto sull'onda dei successi sportivi la gamma s'arricchì nel maggio 1980 della variante GT5 e nel novembre 1984 della GT5-S, entrambe caratterizzate (a imitazione delle versioni da gara) da pneumatici maggiorati, da vistose appendici aerodinamiche quali spoiler anteriore, bandelle sottoporta e alettone posteriore, da parafanghi allargati e da abbondanti prese d'aria. Mentre GT5 aveva i parafanghi maggiorati mediante estensioni di vetroresina rivettate sulla carrozzeria di metallo, la GT5-S ebbe nuovi pannelli della carrozzeria che integravano i parafanghi in acciaio ridisegnati. Dal punto di vista meccanico, sia l'una, sia l'altra erano identiche alle precedenti GTS.

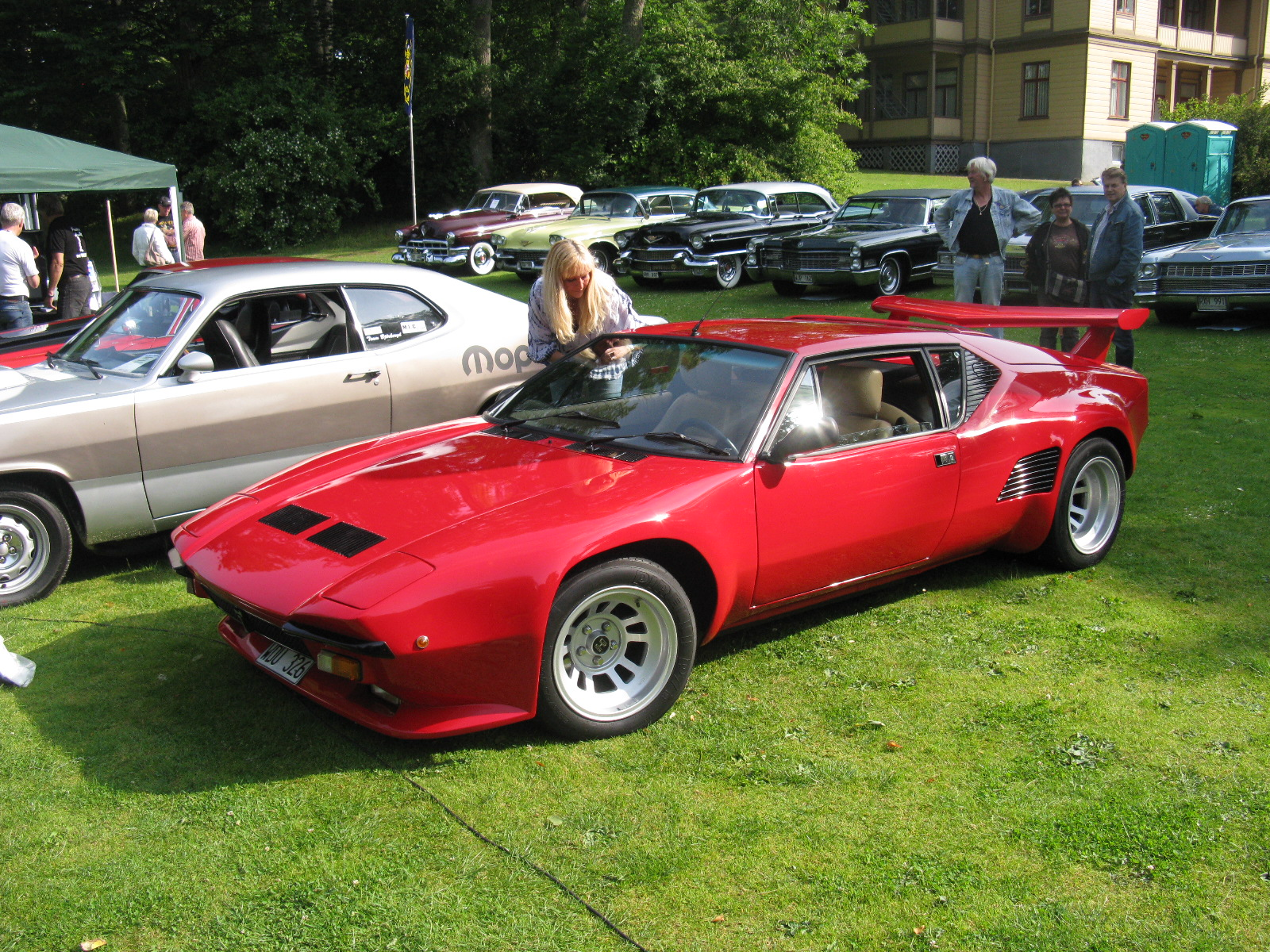
Una De Tomaso Pantera GT5-S

Dopo il 1974 gli stabilimenti nordamericani della Ford cessarono la produzione del motore Cleveland 351 e, una volta terminati i motori ancora in deposito, la De Tomaso cominciò a farli arrivare dall'Australia, dove la filiale locale della casa statunitense ne continuò la produzione fino al 1984 e il distributore locale della casa modenese ne fece una grossa scorta; una volta esaurito anche questo canale di approvvigionamento, la casa passò a montare i Windsor 351 di produzione statunitense a partire dalle vetture prodotte nel 1986.
La prima serie della Pantera venne prodotta fino al 1993 in 7.260 esemplari.

## LaPantera Si

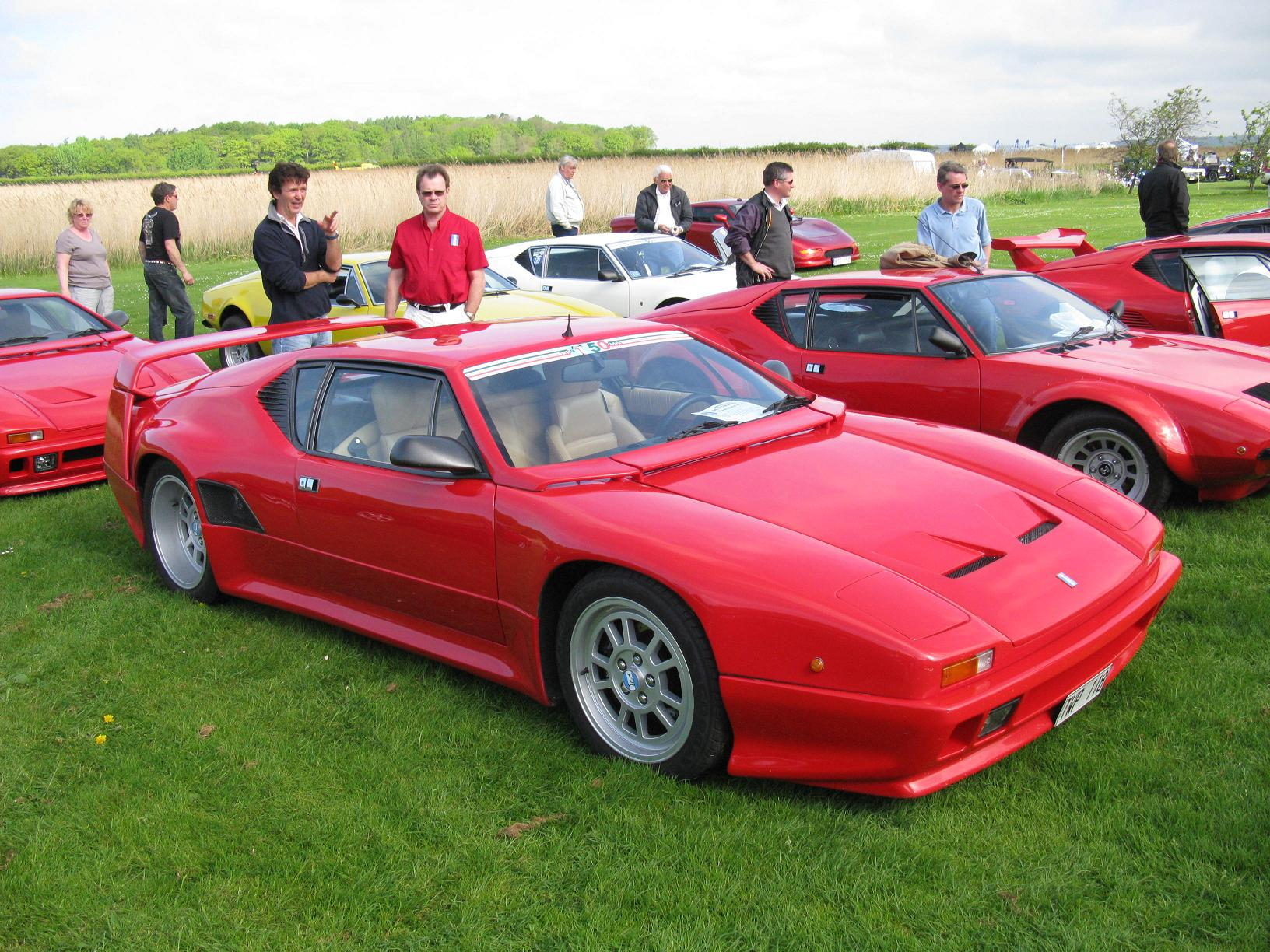
Una De Tomaso Pantera Si

All'inizio degli anni novanta, dopo 20 anni di produzione, la sportiva modenese iniziava ad accusare il peso degli anni, ma non c'erano le risorse finanziarie necessarie per progettare un modello totalmente nuovo. La casa si rivolse allora a Marcello Gandini per realizzare un profondo restyling e una reingegnerizzazione del modello in produzione e la versione fu denominata Si (pronuncia: esse-i, con la "i" per "iniezione"), a rimarcare il passaggio dai carburatori all'iniezione elettronica.
Gli interventi furono rilevanti e coinvolsero tutta la carrozzeria (frontale, coda, appendici aerodinamiche), donando alla vettura un aspetto muscoloso e aggressivo, sottolineato da un vistoso alettone posteriore (ispirato alla De Tomaso P70) e dal convogliatore d'aria alla base del parabrezza.
A livello meccanico, invece, l'unica novità riguardava il motore. Al posto del Windsor, venne adottato un nuovo V8 (sempre di origine Ford Mustang) di 4942 cm³ a iniezione da 225 CV, elaborato dalla De Tomaso fino a 305 CV mediante nuove testate, alberi a camme, valvole, pistoni e collettori d'aspirazione. La Pantera 90 (altro nome con cui venne identificato il modello lanciato nel 1991 ed equipaggiato di serie con la marmitta catalitica) venne prodotta in soli 41 esemplari fino al 1993 e uno di questi fu pesantemente modificato nel motore per un cliente britannico mediante l'installazione di due turbo e denominato Pantera 200.

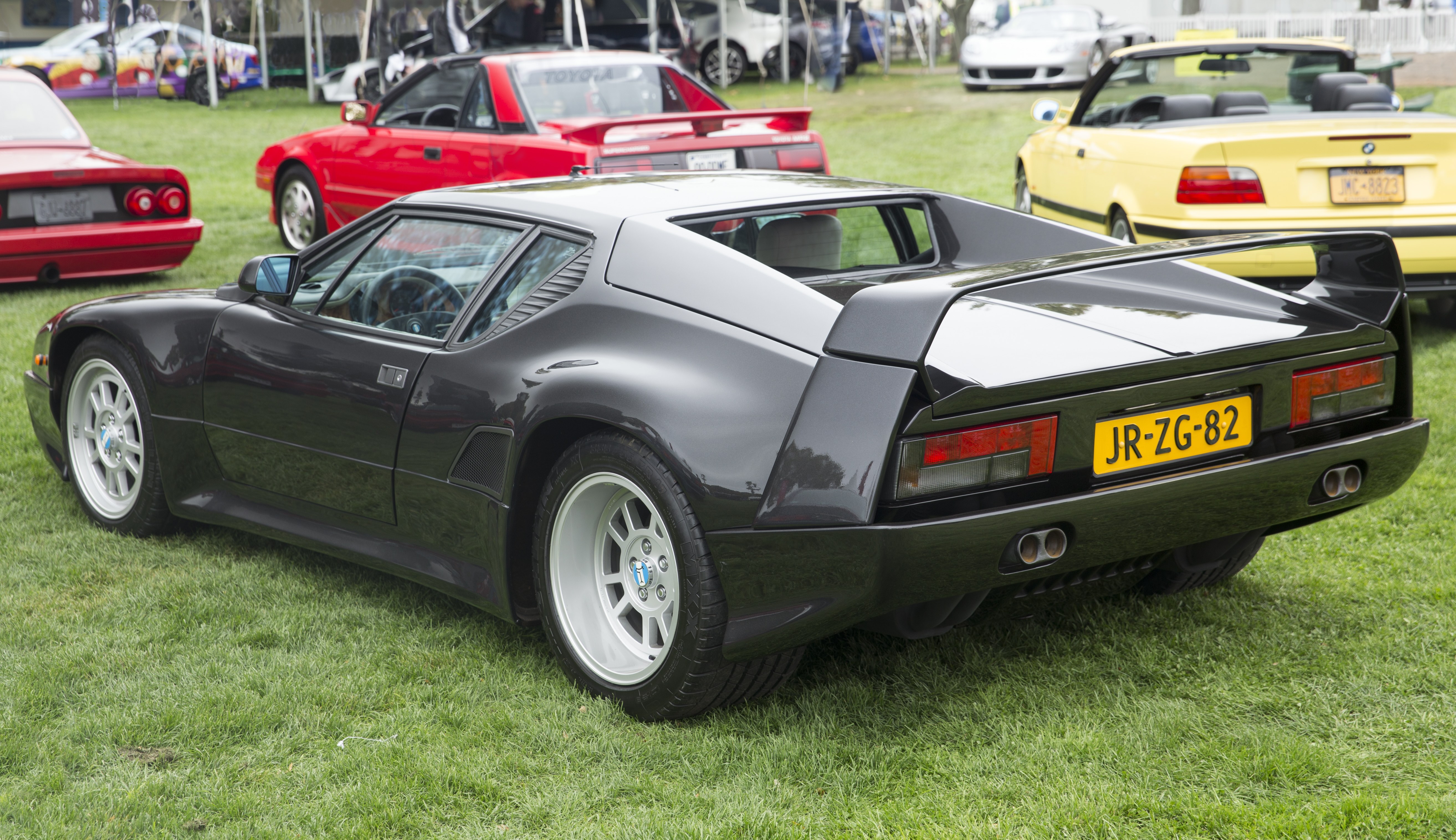
Vista posteriore di una De Tomaso Pantera Si

Per la prima volta nel listino della Casa modenese la versione coupé venne affiancata dalla variante con carrozzeria targa, anche se in realtà i quattro esemplari prodotti furono allestiti tra il 1993 e il 1994 dalla Carrozzeria Pavesi di Milano sulla base di vetture nate con carrozzeria coupé ad un costo, per la sola conversione, pari a metà del prezzo di listino.

## La Pantera e la concorrenza
La "Pantera", per via del motore Ford, veniva considerata dai "puristi" una supercar a metà. In effetti il V8 Cleveland non poteva raggiungere il livello tecnologico (e di potenza specifica) dei V12 Ferrari e Lamborghini o dei V8 Maserati; tuttavia aveva, proprio per la sua semplicità, robustezza e bassa potenza specifica, ampi margini di elaborazione, e questo fece la felicità di molti preparatori che impiegarono, con successo, la Pantera in gara.
Durante gli oltre vent'anni di commercializzazione, la coupé De Tomaso si scontrò con il gotha delle coupé a motore centrale: le Ferrari BB (nelle versioni "365 GT/4" del 1973 e "512" del 1976), la Lamborghini Countach e la Maserati Bora, nonché i modelli che li sostituirono durante gli anni ottanta.
Nei primi quattro anni di vendita, quando l'azienda godeva del supporto ufficiale della Ford, la "Pantera" compensava il suo minor livello tecnico con un prezzo più contenuto; infatti, 6380 dei 7258 esemplari costruiti vennero venduti in questo periodo, l'80% dei quali finirono negli Stati Uniti e negli anni successivi, in cui il prezzo fece un considerevole balzo in avanti, la produzione calò a meno di un centinaio di esemplari all'anno. Negli Stati Uniti la vettura veniva commercializzata come Lincoln-Mercury De Tomaso Pantera e la principale concorrente americana era, ovviamente, la Chevrolet Corvette. Tra gli esemplari più celebri si ricorda la The Love Machine, una Pantera verniciata in rosa confetto e consegnata, nel 1972, alla playmate e attrice Liv Lindeland.

## LePanteravendute in Europa
- Pantera (1970-80)
- Pantera L (1972-91)
- Pantera GTS (1972-91)
- Pantera GT5 (1980-85)
- Pantera GT5-S (1985-91)
- Pantera SI (1991-93)
- Pantera SI Targa (1993-94)

## Versioni da competizione

### Le Pantera "GT4" e "Gruppo 4"
Già alla fine del 1971 Alejandro De Tomaso realizzò una versione da competizione della vettura per competere contro Ferrari, Porsche e Chevrolet Corvette nel nuovo Gruppo 4 sancito dalla FIA e ne produsse un ridotto numero di esemplari: dapprima sei Pantera GT4, omologabili per uso stradale, e (immediatamente dopo) otto Pantera Gruppo 4, per esclusivo uso agonistico, con queste due varianti che differivano solo lievemente tra loro. Uscite dalla linea di produzione tra il 12 dicembre 1971 (telaio #2263) e il 22 dicembre 1972 (telaio #2874), le quattordici vetture vennero vendute a piloti privati come Herbert Muller, Vincenzo "Pooky" Cazzago e Aldo "Alval" Valtellina e agli importatori De Tomaso per la Spagna (Escuderia Montjuich), la Francia (Franco-Britannic) e il Belgio (Claude Dubois).

#### Tecnica
La base di partenza per l'auto da competizione fu il telaio Tipo 874A alleggerito mediante un esteso lavoro di foratura dei lamierati. Ad esso furono applicate specifiche sospensioni ribassate, con ampie possibilità di regolazione, nuove barre antirollio e ammortizzatori Köni, anch'essi regolabili; la componentistica da corsa impiegata su queste vetture comprendeva anche uno sterzo più diretto, dischi freno maggiorati e ventilati prodotti dalla Lockheed, due serbatoi carburante da 60 litri e ruote Campagnolo in lega di magnesio da 15 pollici di diametro (come quelle di serie) con canali maggiorati a 10" e 14" che richiesero la modifica degli alloggiamenti degli ammortizzatori all'interno dei passaruota e l'applicazione di bombature all'esterno di questi, fissate mediante rivetti.
La carrozzeria originaria in acciaio fu privata dei paraurti e non fu applicato né il trattamento antiruggine né l'isolante acustico, cofani e portiere erano di lega leggera, mentre nell'abitacolo rimasero solo il cruscotto, i sedili da corsa, il volante rimpicciolito e il roll-bar di sicurezza: tale lavoro di preparazione aveva portato la vettura ad avvicinarsi ad un peso di circa 1100 kg, incutendo timore negli avversari e spingendo la Porsche a far pressioni sulla FIA per imporre un peso minimo alla GT4 di 1250 kg, pertanto De Tomaso fu costretto a dotare la sua vettura di un motore altamente elaborato per migliorare il rapporto peso/potenza e recuperare competitività.

##### Motore
L'azienda si rivolse così al mercato dei preparatori statunitensi per trovare il motore che facesse al caso suo, facendosi recapitare a Modena una fornitura di propulsori Ford Boss 351 elaborati da Bud Moore mediante alberi a camme e molle da competizione, valvole in titanio, pistoni forgiati e coppa dell'olio maggiorata, mantenendo però albero a gomiti, bielle, aste e bilancieri di serie; la cilindrata di 5763 cm³ era inalterata rispetto al motore di serie grazie all'alesaggio di 101,6 mm e la corsa di 88,9 mm, mentre il rapporto di compressione era portato a 12.0:1 e il carburatore era un quadricorpo Holley Racing 1150 CFM, il tutto abbinato a una frizione monodisco rinforzata e a un cambio ZF a cinque rapporti ravvicinati: i primi esemplari producevano 440 CV a 7000 giri/minuto, poi portati a 470 CV per la 24 Ore di Le Mans 1972, capaci di spingerla a 290 km/h sul rettilineo dell'Hunaudières.
Per la stagione 1973 la Casa produsse in proprio i motori da competizione, dotandoli di lubrificazione a carter secco, alimentazione tramite una batteria di quattro "carburatori a doppio corpo" Weber 48 IDA, testate lavorate (pur mantenendo il rapporto di compressione di 12,0:1) e albero a camme specifico, albero motore e bielle bilanciati e lucidati e un nuovo impianto di scarico: il risultato fu un aumento della potenza fino a 490 CV a 7000 giri/min, che richiese l'uso di una specifica trasmissione rinforzata a 5 rapporti prodotta dalla tedesca ZF per reggere alla enorme coppia sviluppata dal motore.

#### Elenco esemplari
Di seguito l'elenco degli esemplari prodotti originariamente dalla stessa De Tomaso per le competizioni, con relativi numeri di telaio e data di completamento dell'assemblaggio.
Pantera GT4
| N. telaio    | Tipo       | Completata il   | Scuderie e Note |
| ------------ | ---------- | --------------- | --- |
| THPNLM 02263 | GT4 Europa | 2 dicembre 1971 | Herbert Müller Racing (CH) - danneggiata in un incidente alla 1000 km di Monza 1972. |
| THPNMB 02342 | GT4 USA    | 1º marzo 1972   | successivamente punzonata come 02824 e usata dalla Ecurie Franco Britannic alla 24 Ore di Le Mans 1972. |
| THPNMB 02343 | GT4 Europa | 13 marzo 1972   | Scuderia Brescia Corse, poi ceduta al Momo Racing Team e in seguito ceduta nel 1975 a Ruggero Parpinelli, che la affidò alla Achilli Motors per la conversione in Gruppo 5 per partecipare al Giro automobilistico d'Italia 1976. |
| THPNMB 02344 | GT4 Europa | 16 marzo 1972   | Tope Racing Enterprises (USA) |
| THPNMR 02824 | GT4 Europa | 31 marzo 1972   | successivamente punzonata come 02342. |
| THPNMR 02823 | GT4 Europa | 4 aprile 1972   | Escuderia Montjuich, Migliore della sua classe ai test di Le Mans '72. |

Pantera Gruppo 4
| N. telaio    | Tipo            | Completata il    | Scuderie e Note |
| ------------ | --------------- | ---------------- | --- |
| THPNMR 02860 | Gruppo 4 Europa | 13 aprile 1972   | Team Claude Dubois, poi ceduta al Team Willeme. |
| THPNMR 02858 | Gruppo 4 Europa | 26 aprile 1972   | Achilli Motors |
| THPNMR 02859 | Gruppo 4 Europa | 15 maggio 1972   | Herbert Mueller Racing (CH). |
| THPNMA 02861 | Gruppo 4 Europa | 19 maggio 1972   | |
| THPNMR 02862 | Gruppo 4 Europa | 29 maggio 1972   | Jolly Club, poi ceduta a Maurizio Micangeli (gestita in pista dalla Scuderia Brescia Corse) che in seguito la fa rielaborare dai preparatori Sala & Marverti come Gruppo 5 e con cui si piazza terzo al Giro automobilistico d'Italia 1977, infine ceduta al Candy Racing Team (P) che, al bando delle Gruppo 5, la riconverte a Gruppo 4. Le parti di carrozzeria rimosse da Micangeli furono riutilizzate per crearne, sulla base di una Pantera standard, un clone che è stato esposto per più di trent'anni al museo della De Tomaso. |
| THPNMR 02872 | Gruppo 4 Europa | 27 giugno 1972   | De Tomaso Automobili |
| THPNMR 02873 | Gruppo 4 Europa | 13 dicembre 1972 | vettura del "Jolly Club", poi vincitrice del Giro automobilistico d'Italia 1973 |
| THPNMR 02874 | Gruppo 4 Europa | 22 dicembre 1972 | |

#### Carriera agonistica

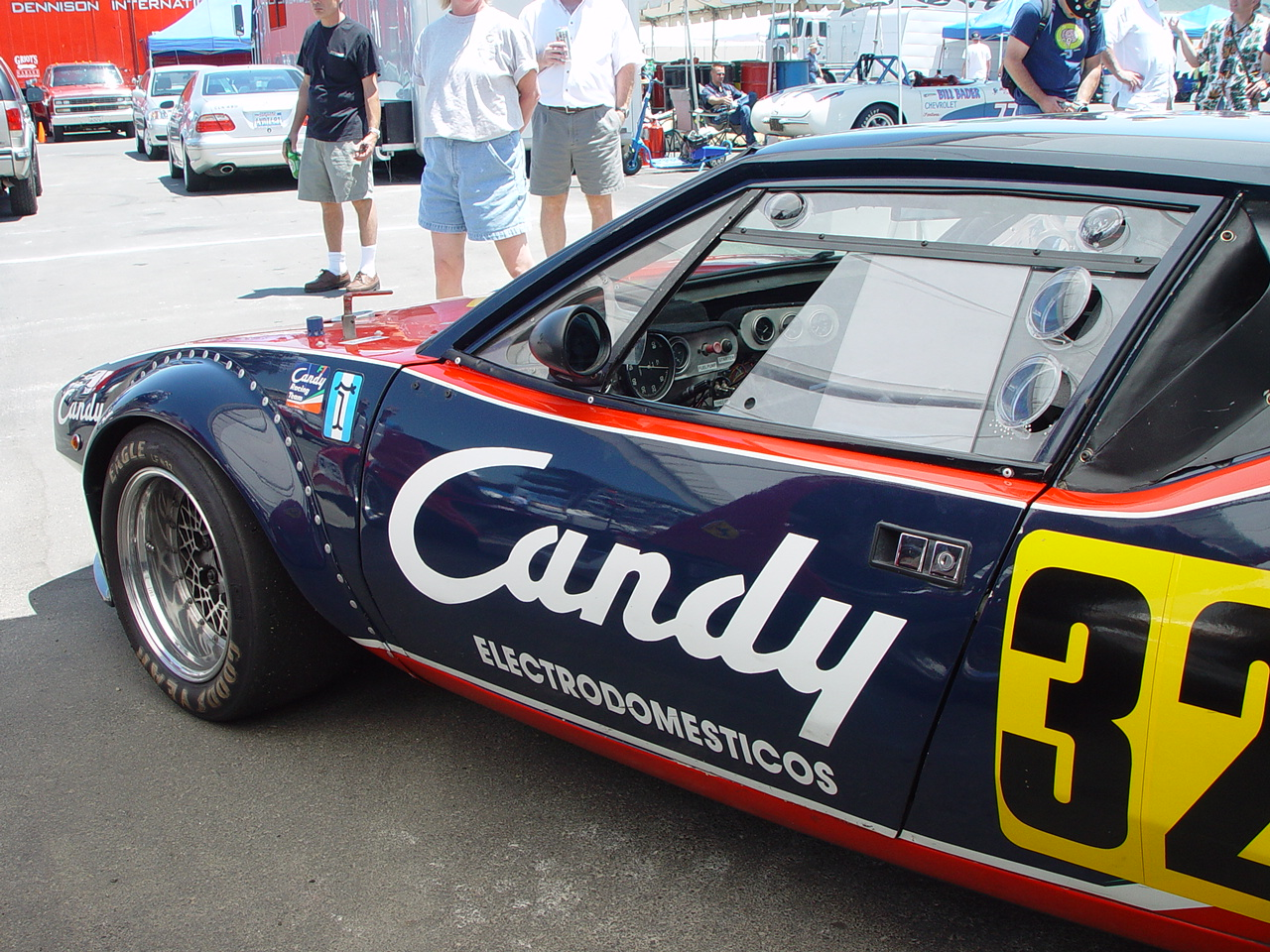
La Pantera #02862 Gruppo 4, nella sua caratteristica livrea di fine anni settanta

La prima uscita pubblica della Pantera Gruppo 4 si ebbe alle prove della 24 Ore di Le Mans 1972, tenutesi nel marzo di quell'anno, dove Herbie Muller e Mike Parkes ottennero il quinto tempo assoluto e il migliore della propria classe con la vettura dell'Escuderia Montjuich. Ma il vero debutto in gara si ebbe nell'aprile di quell'anno al secondo appuntamento della stagione inaugurale del FIA European Trophy for Grand Touring Cars, ove tre esemplari (telai #2824, #2263 e #2343) parteciparono all'Euro GT GP Paris sul circuito di Montlhéry (variante da 3,405 km) ottenendo la piazza d'onore (con Jean-Marie Jacquemine, per il team di Claude Dubois), il tredicesimo posto e un ritiro per rottura del motore, dopo essersi iscritti alla prima gara senza poi parteciparvi. Nel prosieguo della stagione la vettura ottenne la vittoria di classe nelle 1000 km di Monza (telaio #2342), di Spa (telaio #2860) e all'Österreichring (telaio #2861), valevoli per il Mondiale Marche, mentre a Le Mans subì una disfatta con una sola vettura al traguardo su quattro, sconfitta nella sua classe da una Chevrolet Corvette ZL1 iscritta dal NART e ottenne poi solo una vittoria nell'europeo GT, a Nivelles (telaio #2859).

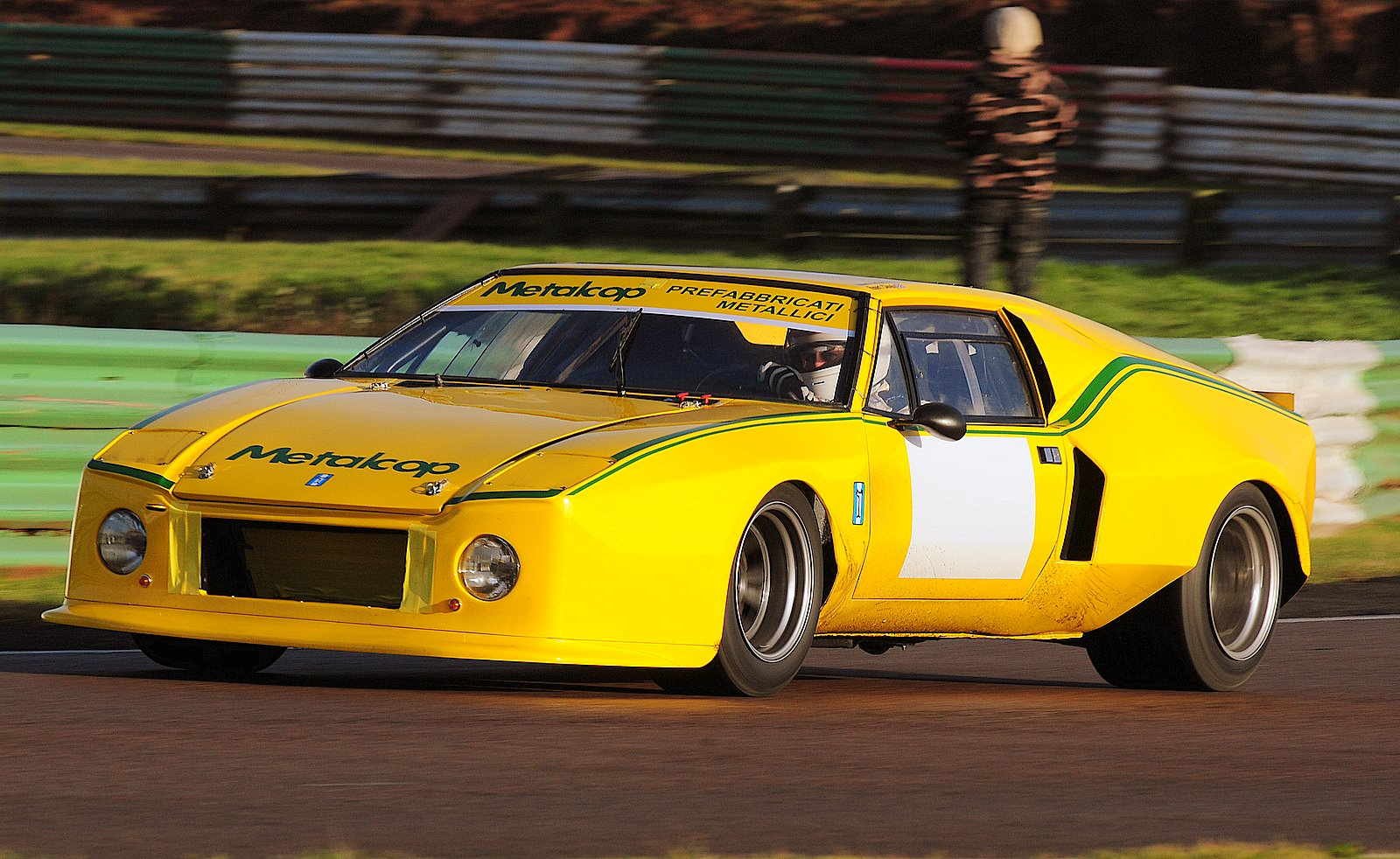
La Pantera #02343 convertita in Gruppo 5

Nonostante i pochi risultati in quest'ultima serie, essa destò l'interesse dello stesso Alejandro De Tomaso per la tipologia delle gare, più simili ad eventi "sprint" che a delle vere e proprie maratone "endurance", che potevano mettere in luce le prestazioni della vettura. Venne così approntata per la stagione 1973 una vettura "ufficiale" (numero di telaio 2873, completata il 13 dicembre 1972), evoluta nel motore e schierata in tre gare dell'europeo GT nelle mani di Mike Parkes e Clay Regazzoni, vincitori rispettivamente a Imola e all'Hockenheimring. La stessa vettura fu poi ceduta alla scuderia italiana Jolly Club (ma altre fonti sono in disaccordo) e iscritta al Giro automobilistico d'Italia per Mario Casoni e Raffaele Minganti, che portarono a casa la vittoria assoluta in quella che all'epoca era la più prestigiosa competizione su strada che si disputasse in Italia dai tempi della Mille Miglia. In seguito le Pantera di Gruppo 4 furono portate in gara da diversi team privati, che non ottennero risultati di rilievo e nel 1976 alcuni esemplari furono convertiti alle specifiche del nuovo Gruppo 5, riservato a vetture Silhouette, dando nuova competitività alla vettura, che conquista molti podi e vittorie nei campionati italiano e portoghese di categoria.

### Altre varianti

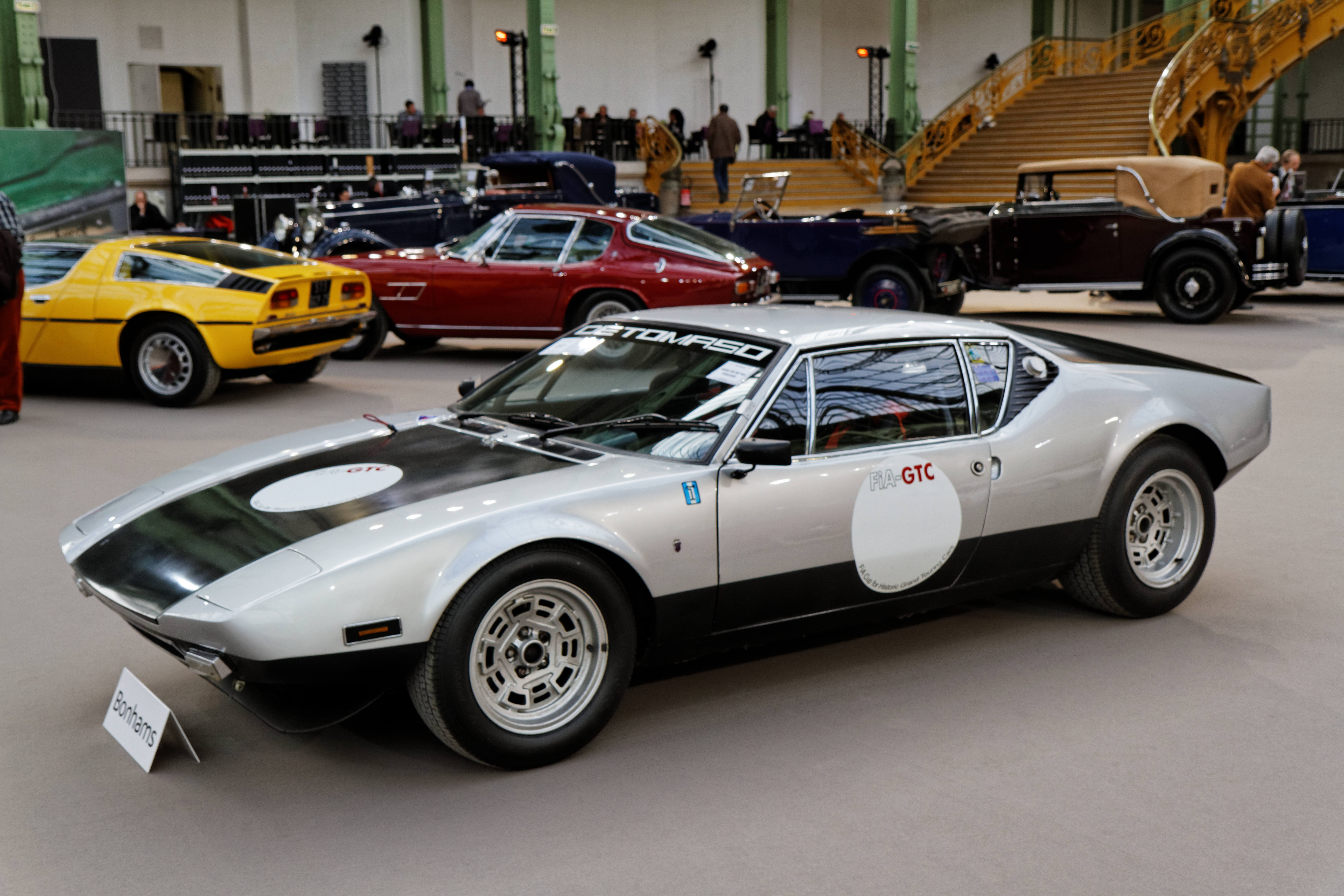
Una Pantera Gruppo 3

Da segnalare anche che molti proprietari europei e statunitensi elaborarono in proprio la vettura, sia secondo le specifiche europee del Gruppo 3 (vetture GT molto vicine al modello d'origine) che secondo le norme GTO, GTU e GTX del campionato nordamericano IMSA e degni di nota sono anche un altro paio di evoluzioni estreme della vettura: nel 1979 i preparatori William Sala e Giovanni Marverti, da sempre legati a De Tomaso, realizzarono una Pantera Gruppo 5 sulla base di un telaio non numerato fornito direttamente dalla casa modenese che, senza aver ottenuto risultati di rilievo, fu poi convertita dalla Autoelite in una Gruppo C per la stagione 1983, mentre nel 1985 l'importatore australiano della De Tomaso realizzò un'auto da corsa partendo da una scocca alleggerita di una Pantera, di cui fu mantenuto il minor numero di parti necessarie richieste dal regolamento per poter essere accettata dalla Confederation of Australian Motor Sport a gareggiare nell'Australian GT Championship.
Il progettista Barry Lock realizzò un telaio monoscocca separato, fatto da pannelli di alluminio rivettato sul quale montò i componenti originali richiesti e, con una componentistica di prim'ordine, un'aerodinamica ad effetto suolo, un peso di 900 kg e una potenza di oltre 600 CV, la vettura fu battezzata La Pantera Bianca: vinse tutte le gare a cui fu iscritta quell'anno, per poi essere ritirata dalle corse allorché un cambio regolamentare che bandì l'uso dell'effetto suolo la mise fuori dai giochi per la stagione 1986.